# Straight EP
Straight EP è il quinto EP di Boy George. Il titolo riprende quello del libro a cui è allegato, Straight, pubblicato nel 2005.
L'EP contiene quattro brani inediti e uno già incluso, nella stessa versione, anche nel precedente album in studio U Can Never B2 Straight del 2002.

## Tracce
Testi e musiche di O'Dowd e Frost, eccetto dove indicato.
1. Kookie Jar
2. Panic
3. Only Child
4. Julian
5. Song for a Boy (O'Dowd/Stevens)